# Przyjaciel gangstera
Przyjaciel gangstera (fr. Tais-toi!) – francusko-włoska komedia kryminalna z 2003 roku w reżyserii Francisa Vebera.

## Opis fabuły
Ruby i Quentin to para przestępców. Ruby jest milczącym gangsterem, zaś Quentin jest drobnym złodziejem, doprowadzającym wszystkich do wściekłości swoją naiwnością i gadatliwością. Gdy Ruby ucieka z więzienia Quentin przyłącza się do niego, wbrew woli Rubiego. Odtąd ukrywają się razem przed policją.

## Obsada
- Gérard Depardieu – Quentin "z Montargis"
- Jean Reno – Ruby "z Puteaux"
- André Dussollier – psychiatra
- Jean-Pierre Malo – gangster Vogel
- Leonor Varela – Katia/Sandra